# 승덕공주
승덕공주(承德公主, 생몰년 미상)는 고려 시대의 왕족이다. 예종과 순덕왕후(문경왕태후)의 장녀이다. 승덕궁주(承德宮主)라고도 한다.

## 생애

### 가계
생몰년은 명확하지 않다. 다만 승덕공주에 대해 인종의 동생으로 칭하는 기록이 있는 것으로 보아, 적어도 인종이 태어난 1109년 이후에 태어난 것으로 보인다. 고려의 제16대 왕 예종과 예종의 제2비 순덕왕후의 장녀이며, 성은 왕, 본관은 개성이다. 인종의 친동생이자 흥경공주의 친언니이며, 의종과 명종, 신종 등의 고모이다.
승덕공주의 모후 순덕왕후는 문종 때 세 명의 왕비를 배출한 인천 이씨 이자연의 손자 이자겸의 차녀이다. 이자겸은 인종 즉위 후 엄청난 권력을 누렸고, 심지어 자신의 외손자와 자신의 딸을 결혼시키는 일을 벌이기도 하였다.

### 공주 시절
1124년(인종 2년) 음력 8월 28일 인종이 즉위한 후 장공주에 책봉되었다. 이때 여러 대신들은 밤을 새워가며 연회를 즐겼으며, 승덕공주에게는 의대 및 금은보화 등 많은 예물이 하사되었다. 이후 그녀는 종실인 한남백 왕기와 혼인하였다. 언제 죽었는지는 기록이 남아있지 않아 알 수 없다. 호는 승덕공주(承德公主) 또는 승덕궁주(承德宮主)이다.

## 가족 관계
승덕공주는 종실 한남백 왕기와 혼인하였다. 한남백은 현종의 아들인 평양공 왕기의 증손자로, 승화백 왕정의 아들이다. 또 어머니는 승덕공주의 친고모인 흥수궁주로, 승덕공주와 한남백은 친계로 8촌간이자 4촌간이다. 따라서 이 둘의 혼인은 근친혼의 한 사례이다.
한남백과 승덕공주는 아들 셋을 두었다. 장남은 강종의 왕비 원덕왕후의 아버지 신안후 왕성이며, 차남은 왕박, 3남은 왕평이다.
- 부왕 : 고려 제16대 예종(睿宗, 1079년~1122년, 재위:1105년~1122년)
- 모후 : 예종 제2비 순덕왕후(順德王后, ?~1118년)
  - 오빠 : 고려 제17대 인종(仁宗, 1109년~1146년, 재위:1122년~1146년)
    - 조카 : 고려 제18대 의종(毅宗, 1127년~1173년, 재위:1146년~1170년)
    - 조카 : 고려 제19대 명종(明宗, 1131년~1202년, 재위:1170년~1197년)
    - 조카 : 고려 제20대 신종(神宗, 1144년~1204년, 재위:1197년~1204년)
    - 동생 : 흥경공주(興慶公主, ?~1176년)
- 시아버지, 고모부 : 승화백 왕정(承化伯 王禎, ?~1130년)
- 시어머니, 고모 : 흥수궁주(興壽宮主, ?~1123년)
  - 남편, 고종사촌 : 한남백 왕기(漢南伯 王杞, 생몰년 미상)
    - 장남 : 신안후 왕성(信安侯 王珹, ?~1178년)
      - 손녀 : 강종 제2비 원덕왕후(元德王后, ?~1239년)

    - 차남 : 함녕백 왕박(咸寧伯 王璞, ?~1185년)
    - 둘째 며느리 : 의종의 딸 안정궁주
    - 삼남 : 연창공 왕평(延昌公 王玶, 생몰년 미상)
    - 셋째 며느리 : 의종의 딸 경덕궁주
- 이모, 올케 : 인종 제1비 폐비 이씨(廢妃 李氏, ?~1139년)
- 이모, 올케 : 인종 제2비 폐비 이씨(廢妃 李氏, ?~1195년)